# Мемориал Хосе Марти
Мемориал Хосе Марти (исп. Monumento a José Martí) — памятник Хосе Марти, национальному герою Кубы, расположенный на северной стороне Площади Революции в районе Ведадо в Гаване. Он состоит из башни в форме звезды, статуи Марти, окруженной шестью колоннами, и садов.
109-метровая башня, разработанная группой архитекторов во главе с Луисом Энрике Варелой, имеет вид пятиконечной звезды, заключенной в серый мрамор с кубинского острова Хувентуд. Окончательный проект был выбран из нескольких заявок, отобранных на серии соревнований, первое из которых состоялось в 1939 году. Эти записи включали в себя версию башни, увенчанную статуей Марти, а также памятник, похожий на Мемориал Линкольна в Вашингтоне, Колумбия, со статуей Марти, сидящего внутри. Четвёртый конкурс, проведенный в 1943, привел к выбору проекта архитектора Акилеса Маза и скульптора Хуана Хосе Сикра. Для того, чтобы приступить к строительству памятника, Монсеррат Эрмитаж, который занимал предложенное место, пришлось снести. Различные препятствия на пути приобретения Эрмитажа государством привели к задержкам в сносе и в начале строительных работ, так что к 1952 году — когда Фульхенсио Батиста захватил власть в результате государственного переворота — работы по строительству так и не начались.
Стремясь заручиться поддержкой населения после захвата власти, Батиста форсировал строительство памятника Марти, но вместо проекта, который быль выбран на соревнованиях и занял первое место, он выбрал дизайн, который занял третье место, спроектированный группой архитекторов во главе с Луисом Энрике Варелой, Министром строительных работ в правительстве Батисты и его личным другом. Выбор этого дизайна вызвал что-то вроде общественного резонанса, и в результате проект был изменён, с удалением статуи из верхней части башни, и, вместо этого, с размещением статуи Марти, спроектированной Хуаном Хосеа Сикрой, у подножия башни. Строительство башни началось в 1953 году к 100-летию со дня рождения Хосе Марти. Право на компенсацию для местных жителей вынудило покинуть их свои дома, чтобы освободить место для строительства, и вызвало новые проблемы; их жалобы были рассмотрены молодым Фиделем Кастро. Памятник был окончательно завершен в 1958 году в последние дни диктатуры Батисты.
Выбранный проект включает в себя закрытую смотровую площадку на верхнем этаже, самую высокую точку в Гаване, куда можно подняться на лифте, с которого открывается великолепный вид на город во всех направлениях. Размещенный на первом этаже башни, с которой просматривается весь город, мемориал включает в себя две комнаты с корреспонденцией, письмами и предметами из жизни Хосе Марти и отображает истории, касающиеся его жизни. Третья комната иллюстрирует историю Площади Революции, а четвёртая комната используется в качестве галереи современного искусства. В центре башни находится лифт, его стены украшены цитатами Марти. Среди других экспонатов — копия шпаги Симона Боливара, подаренная Фиделю Кастро Уго Чавесом во время его визита на Кубу в 2002 году.
Снаружи, дальше по площади и до фрески Че Гевары на здании Министерства внутренних дел на противоположной стороне, находится 18-метровая белая мраморная статуя Марти, вырезанная на месте Сикрой и окруженная шестью половинчатыми мраморными колоннами. Платформа, на которой расположена статуя, используется как подиум, когда на Площади Революции проходят митинги.
Туристы могут подняться на мемориал и насладиться лучшим панорамным видом на Гавану. Тем не менее, многие туристы жаловались на специальный сбор, который ввели руководители мемориала и который постоянно меняется в зависимости от того, какие сотрудники сидят в билетных кассах. Местные самозванцы знамениты тем, что также снимают сбор с туристов за подъём на ступени мемориала.